# Calgary Challenger
Il Calgary Challenger, noto come Calgary National Bank Challenger per ragioni di sponsorizzazione, è un torneo professionistico di tennis giocato sui campi in cemento indoor dell'Osten & Victor Alberta Tennis Centre di Calgary, in Canada.
La prima edizione si svolse nel 2018 e faceva parte dell'ATP Challenger Series. Il torneo non venne disputato nel 2019, ma ripristinato nel 2020 nell'ambito dell'ATP Challenger Tour. L'edizione del 2021 non venne giocata a causa della pandemia del covid.  Nel 2022 diventa un evento combinato con l'aggiunta del torneo femminile facente parte dell'ITF Women's World Tennis Tour nella categoria F60, con montepremi da 60.000 dollari.

## Albo d'oro

### Singolare maschile
| Anno | Campione                              | Finalista                             | Punteggio                             |
| ---- | ------------------------------------- | ------------------------------------- | ------------------------------------- |
| 2024 | Murphy Cassone                        | Govind Nanda                          | 4–6, 6–3, 6–4                         |
| 2023 | Liam Draxl                            | Dominik Koepfer                       | 6–4, 6–3                              |
| 2022 | Dominik Koepfer                       | Aleksandar Vukic                      | 6–2, 6–4                              |
| 2021 | Annullato per pandemia da Coronavirus | Annullato per pandemia da Coronavirus | Annullato per pandemia da Coronavirus |
| 2020 | Arthur Rinderknech                    | Maxime Cressy                         | 3–6, 7–6(5), 6–4                      |
| 2019 | Non disputato                         | Non disputato                         | Non disputato                         |
| 2018 | Ivo Karlović                          | Jordan Thompson                       | 7–6(3), 6–3                           |

### Doppio maschile
| Anno | Campioni                                  | Finalisti                             | Punteggio                             |
| ---- | ----------------------------------------- | ------------------------------------- | ------------------------------------- |
| 2024 | Ryan Seggerman Patrik Trhac               | Robert Cash James Tracy               | 6–3, 7–6(3)                           |
| 2023 | Juan Carlos Aguilar Justin Boulais        | Charles Broom Ben Jones               | 6–3, 6–2                              |
| 2022 | Maximilian Neuchrist Michail Pervolarakis | Julian Ocleppo Kai Wehnelt            | 6–4, 6–4                              |
| 2021 | Annullato per pandemia da Coronavirus     | Annullato per pandemia da Coronavirus | Annullato per pandemia da Coronavirus |
| 2020 | Nathan Pasha Max Schnur                   | Harry Bourchier Filip Peliwo          | 7–6(4), 6–3                           |
| 2019 | Non disputato                             | Non disputato                         | Non disputato                         |
| 2018 | Robert Galloway Nathan Pasha              | Matt Reid John-Patrick Smith          | 6–4, 4–6, [10–6]                      |

### Singolare femminile
| Anno | Categoria   | Campionessa      | Finalista         | Punteggio           |
| ---- | ----------- | ---------------- | ----------------- | ------------------- |
| 2022 | ITF $60,000 | Robin Montgomery | Urszula Radwanska | 7–6(6), 7–5         |
| 2023 | ITF $60,000 | Sabine Lisicki   | Stacey Fung       | 7–6(2), 6(5)–7, 6–3 |
| 2024 | ITF $60,000 | Rebecca Marino   | Anna Rogers       | 7–5, 6–4            |

### Doppio femminile
| Anno | Categoria   | Campionesse                           | Finaliste                     | Punteggio            |
| ---- | ----------- | ------------------------------------- | ----------------------------- | -------------------- |
| 2022 | ITF $60,000 | Catherine Harrison Sabrina Santamaria | Kayla Cross Marina Stakusic   | 7–6(2), 6–4          |
| 2023 | ITF $60,000 | Sarah Beth Grey Eden Silva            | Hanna Chang Katarina Jokić    | 6–4, 6–4             |
| 2024 | ITF $60,000 | Kayla Cross Maribella Zamarripa       | Robin Anderson Dalayna Hewitt | 6(3)–7, 7–5, [12–10] |